# フランツ・シューベルト (小惑星)
フランツ・シューベルト (3917 Franz Schubert) は小惑星帯に位置する小惑星。ドイツの天文学者フライムート・ベルンゲンがタウテンブルクのカール・シュヴァルツシルト天文台で発見した。
作曲家のフランツ・シューベルトから命名された。